# Oficina Central d'Estadístiques de Noruega
L'Oficina Central d'Estadístiques de Noruega (Statistisk sentralbyrå en noruec, coneguda de manera abreujada com a SSB) és el departament d'estadístiques de Noruega. Fou establert el 1876.
Compta amb un equip de vora 1.000 persones, i publica al seu lloc web prop de 1.000 noves publicacions cada any. Totes les publicacions són publicades tant en noruec com en anglès. A més, s'editen algunes d'aquestes publicacions al seu lloc web, que d'aquesta manera estan de franc a disposició de tothom.
És dirigit per Geir Axelsen des del 2018.